# John Chambers (maquilleur)
Pour les articles homonymes, voir John Chambers et Chambers.
John Chambers est un maquilleur de cinéma américain, né le 12 septembre 1922 à Chicago et mort le 25 août 2001 à Woodland Hills (Californie).

## Biographie
Il est particulièrement connu pour ses maquillages sur la série de films La Planète des singes et sur la série télévisée Star Trek.
En 1980, il prend part au subterfuge canadien, pour libérer des otages américains lors de la crise iranienne des otages et reçoit l'Intelligence Medal de la CIA (en). Il apparaît ainsi sous les traits de John Goodman dans le film Argo (2012) qui retrace cette opération.

## Filmographie
- 1956 : Le Tour du monde en quatre-vingts jours (Around the World in 80 Days)
- 1958 : Confessions d'un tueur (Showdown at Boot Hill)
- 1958 : Ambush at Cimarron Pass
- 1963 : Le Dernier de la liste (The List of Adrian Messenger)
- 1965 : Les Créatures de Kolos (The Human Duplicators)
- 1968 : La Planète des singes (Planet of the apes) de Franklin J. Schaffner
- 1970 : Le Secret de la planète des singes (Beneath the planet of the apes) de Ted Post
- 1970 : La Vallée des plaisirs (Beyond the Valley of the Dolls)
- 1971 : Satan, mon amour (The Mephisto Waltz)
- 1971 : Les Évadés de la planète des singes (Escape of the planet of the apes) de Don Taylor
- 1972 : Abattoir 5 (Slaughterhouse-Five)
- 1972 : La Conquête de la planète des singes (Conquest of the planet of the apes) de J. Lee Thompson
- 1972 : Superbeast
- 1973 : La Bataille de la planète des singes (Battle for the planet of the apes) de J. Lee Thompson
- 1973 : Sssnake le cobra (Sssssss)
- 1974 : Up from the Ape
- 1974 : Phantom of the Paradise de Brian De Palma
- 1975 : Twigs (téléfilm)
- 1976 : Embryo
- 1976 : Beauty and the Beast (téléfilm)
- 1977 : Dark Echo
- 1977 : L'Île du Docteur Moreau (The Island of Dr Moreau) de Don Taylor
- 1981 : Halloween 2
- 1982 : Blade Runner de Ridley Scott

## Récompenses
- En 1969, John Chambers a obtenu un Oscar d'honneur « pour sa performance exceptionnelle avec le maquillage de La Planète des singes[2] ».
- En 1980, il reçoit Intelligence Medal de la CIA pour sa participation à l'extraction de 6 américain cachés dans l'ambassade du Canada lors de la crise des otages iraniens.